# Campañas antárticas de Argentina (2000 a 2009)
Las Campañas antárticas de Argentina (2000 a 2009) forman parte de las campañas que realiza Argentina en el continente blanco desde 1947.

## Campañas antárticas de verano

### Campaña 1999-2000
Participaron el rompehielos ARA Almirante Irizar, el buque hidrográfico ARA Puerto Deseado, la Segunda Escuadrilla Aeronaval de Helicópteros con dos aparatos Sea King, aviones de la Fuerza Aérea, C-130 Hércules, Twin-Otter DHC-6 y helicópteros B-212 y de la aviación de Ejército, con helicópteros Super Puma.
El ARA Almirante Irizar zarpó de Buenos Aires el 3 de enero de 2000, llegando a la Base Jubany el 12 de enero, siguiendo por las bases Esperanza y Marambio. Retornó luego a Esperanza y después siguió a Decepción, Primavera, Brown y el Refugio Dedo. Luego se dirigió a auxiliar al buque de turismo Clipper Adventurer, atrapado por el hielo cerca de bahía Hanussen, al oeste de la península antártica. El 3 de febrero llegó a Ushuaia, partiendo el día 10 para su segunda etapa antártica. El 13 de febrero llegó a la Base Orcadas y el 17 a Belgrano II, retornando el 24 a Orcadas. El 27 llegó a Matienzo, luego se dirigió a Marambio, Esperanza y Petrel. El 1 de marzo llegó a Jubany y partió de regreso a Buenos Aires, a donde arribó el 6 de marzo. El 20 de marzo partió de regreso a la Antártida, pasando por Puerto Galván, de donde zarpó el 26 de marzo para arribar a Jubany el 1 de abril y luego continuar por Cámara y Decepción y la isla Dedo. Siguió luego por Brown, Primavera, Decepción, Cámara, Jubany, Esperanza, Petrel y Marambio. De allí salió el 15 de abril para Esperanza y San Martín, zarpando el 20 de abril, realizando balizamiento en el estrecho Bismarck, para luego inspeccionar el Refugio Caillet Bois en la isla Watkins. Siguió hacia la baliza Kaiser de caleta Cierva y la Base Melchior y luego Primavera, Decepción y Jubany, llegando el 1 de mayo a Esperanza, luego Orcadas y el 7 de mayo regresó a Buenos Aires arribando el día 14.
El buque hidrográfico ARA Puerto Deseado zarpó de Mar del Plata el 7 de febrero, pasando por Ushuaia y arribando a Decepción el 1 de marzo. Luego de realizar investigaciones, siguió hacia Jubany, para luego regresar a Decepción el 3 de marzo. Pasó luego por Primavera, Brown y Puerto Arturo, donde está el pecio del ARA Bahía Paraíso, retornando a Brown y continuando por el Refugio Dedo y Jubany, para regresar a Ushuaia el 17 de marzo.
El 5 de enero de 2000 arribó al polo sur la Expedición Milenio del Ejército Argentino, previamente permanecieron en la zona de la ex Base Sobral desde el 10 de octubre al 6 de diciembre, apoyando las mediciones de ozono con un espectrofotómetro.
Los avisos ARA Gurruchaga y ARA Suboficial Castillo intervinieron en la Patrulla Naval Antártica Combinada con Chile zarpando desde Ushuaia. El ARA Gurruchaga llegó a Jubany el 10 de diciembre de 1999, siguiendo por la bases Frei, Bellingshausen y Orcadas, retornando a Jubany e inspeccionando la baliza Ardley y el Refugio Ballvé. Siguió a las bases Gran Muralla, Gabriel de Castilla, Artigas, Arctowsky, Lemay y Ferraz. Luego inspeccionó los refugios Ardley y Gurruchaga. El ARA Suboficial Castillo zarpó el 25 de enero de 2000 para Jubany, remplazando en la patrulla al aviso chileno Lautaro el 3 de febrero. Se dirigió a las bases Cámara, Filness, Pratt, Macchu Picchu, Decepción, Melchior, Palmer y el 14 de febrero fondeó en Puerto Lockroy. Se dirigió también a Brown, el Refugio Grotesca, la Base Verdanasky, el Refugio Caillet Bois, Decepción, Jubany, O'Higgins, Arctowsky, Artigas, Cámara. Retornó a Ushuaia el 3 de marzo.

### Campaña 2007-2008
El 10 de abril de 2007, ocurrió un incendio en el rompehielos ARA Almirante Irízar, a su regreso de la Campaña Antártica de 2007. Esto afectó las siguientes campañas antárticas dado que las reparaciones recién finalizaron en 2017.